# Microterys
Microterys är ett släkte av steklar som beskrevs av Thomson 1878. Microterys ingår i familjen sköldlussteklar.

## Dottertaxa tillMicroterys, i alfabetisk ordning[1][2]
- Microterys aestivus
- Microterys africa
- Microterys agaeus
- Microterys amamensis
- Microterys ambulator
- Microterys anneckei
- Microterys anomalococci
- Microterys anyangensis
- Microterys apicipennis
- Microterys aristotelea
- Microterys ashkhabadensis
- Microterys asoris
- Microterys australicus
- Microterys bangalorensis
- Microterys bellae
- Microterys berberus
- Microterys bizanensis
- Microterys brachypterus
- Microterys breviventris
- Microterys calyptici
- Microterys capensis
- Microterys caudatus
- Microterys cedrenus
- Microterys ceroplastae
- Microterys chalcostomus
- Microterys chommati
- Microterys choui
- Microterys cincticornis
- Microterys clauseni
- Microterys cneus
- Microterys coffeae
- Microterys colligatus
- Microterys continentalis
- Microterys contractus
- Microterys crescocci
- Microterys cuprinus
- Microterys curio
- Microterys cyanocephalus
- Microterys danzigae
- Microterys darevskii
- Microterys darganatensis
- Microterys degeneratus
- Microterys dichrous
- Microterys didesmococci
- Microterys dimorphus
- Microterys ditaeniatus
- Microterys drosichaphagus
- Microterys duplicatus
- Microterys elegans
- Microterys eleutherococci
- Microterys ericeri
- Microterys eriococci
- Microterys ferrugineus
- Microterys flavitibiaris
- Microterys fuscicornis
- Microterys fuscipennis
- Microterys gansuensis
- Microterys garibaldia
- Microterys gilberti
- Microterys haroldi
- Microterys hei
- Microterys herbaceus
- Microterys hesperidum
- Microterys hunanensis
- Microterys imphalensis
- Microterys incertus
- Microterys indicus
- Microterys intermedius
- Microterys interpunctus
- Microterys ishiii
- Microterys japonicus
- Microterys jiamusiensis
- Microterys jorhatensis
- Microterys kenyaensis
- Microterys kerrichi
- Microterys kotinskyi
- Microterys kuwanai
- Microterys lachni
- Microterys ladogensis
- Microterys lehri
- Microterys liaoi
- Microterys lii
- Microterys lilyae
- Microterys longiclavatus
- Microterys longifuniculus
- Microterys lunatus
- Microterys masii
- Microterys mazzinini
- Microterys melanostomatus
- Microterys mesasiaticus
- Microterys metaceronemae
- Microterys mirzai
- Microterys montinus
- Microterys nanus
- Microterys newcombi
- Microterys nicholsoni
- Microterys nietneri
- Microterys notus
- Microterys nuticaudatus
- Microterys obventionis
- Microterys okitsuensis
- Microterys ouasii
- Microterys ovaliscapus
- Microterys physokermis
- Microterys polylaus
- Microterys postmarginis
- Microterys potosinus
- Microterys praedator
- Microterys provisorius
- Microterys pseudocrescocci
- Microterys pseudonietneri
- Microterys psoraleococci
- Microterys purpureiventris
- Microterys roseni
- Microterys rufofulvus
- Microterys rufulus
- Microterys sasae
- Microterys scarlatoi
- Microterys seyon
- Microterys shaanxiensis
- Microterys sinicus
- Microterys skotasmos
- Microterys speciosissimus
- Microterys speciosus
- Microterys spinozai
- Microterys steinbergi
- Microterys stepanovi
- Microterys subcupratus
- Microterys sublestus
- Microterys sylvius
- Microterys tanais
- Microterys tarumiensis
- Microterys temporarius
- Microterys tenuifasciatus
- Microterys tenuifrons
- Microterys tessellatus
- Microterys tianchiensis
- Microterys tianshanicus
- Microterys tranusideltus
- Microterys tranusimarginis
- Microterys tricoloricornis
- Microterys trjapitzini
- Microterys tshumakovae
- Microterys turanicus
- Microterys tymi
- Microterys ulmi
- Microterys unicoloris
- Microterys varicoloris
- Microterys vashlovanicus
- Microterys vitripennis
- Microterys vladimiri
- Microterys xanthopsis
- Microterys yolandae
- Microterys yunnanensis
- Microterys zhaoi
- Microterys zygophylli